# Bernward Rothe
Bernward Rothe (* 24. Dezember 1958 in Bonn; † 22. März 2018 in Halle) war ein deutscher Jurist und Politiker der SPD, welcher von 1998 bis 2016 Abgeordneter im Landtag von Sachsen-Anhalt und von 2014 bis 2017 Mitglied im Stadtrat von Halle (Saale) war. Er war der Hauptinitiator des Volksbegehrens zur Fusion der Bundesländer Sachsen, Sachsen-Anhalt und Thüringen zu einem „Mitteldeutschland“.

## Leben und Beruf
Nach dem Abitur im Jahr 1977 leistete Rothe seinen Wehrdienst und wurde Unteroffizier der Reserve. Ab 1988 war er Rechtsreferendar beim Oberlandesgericht Köln, bevor er 1991 Regierungsrat zur Anstellung in der Bezirksregierung Halle wurde. Im Jahr 1996 wurde Rothe Oberregierungsrat in der Polizeidirektion Merseburg. Als Befürworter einer Reduzierung des Berufsbeamtentums wurde Rothe 2010 auf eigenen Antrag aus dem Beamtenverhältnis entlassen und war seit 2011 Rechtsanwalt.

## Partei
Im Jahr 1985 trat er in die SPD ein. 1994 wurde er Vorsitzender des SPD-Ortsvereins Halle-Süd.
Von 2002 bis zur Fusion der Kreisverbände 2006 war Rothe Vorsitzender des SPD-Kreisverbandes Aschersleben-Staßfurt. Von 2009 bis zum Umzug nach Halle (Saale) 2013 war er Vorsitzender des SPD-Ortsvereins Aschersleben und kehrte 2016 als Beisitzer in den Vorstand des SPD-Ortsvereins Halle-Süd zurück.

## Abgeordneter
Er vertrat den Wahlkreis Aschersleben im Landtag von Sachsen-Anhalt und war Mitglied u. a. im Innenausschuss, im Petitionsausschuss sowie im Ausschuss für Recht, Verfassung und Gleichstellung.

## Weitere Mitgliedschaft und Funktionen
- 1998 Vorsitzender des AWO-Kreisverbandes Halle (Saale), zuletzt Revisor
- 2005 stellvertretender Vorsitzender des AWO-Landesverbandes Sachsen-Anhalt, zuletzt Vorsitzender der Schiedskommission

## Neugliederung des Bundesgebietes
Rothe engagierte sich für eine Neugliederung des Bundesgebietes. Konkret ging es ihm, gemeinsam mit dem Leipziger Roland Mey, um eine Fusion der Bundesländer Sachsen, Sachsen-Anhalt und Thüringen. Der Antrag auf ein Volksbegehren, um für diesen Raum eine einheitliche Landeszugehörigkeit herbeizuführen, wurde am 30. September 2015 vom Bundesinnenministerium als „unzulässig und unbegründet“ abgelehnt. Es handele sich bei dem in den Anträgen bezeichneten Neugliederungsraum nicht um einen zusammenhängenden, abgegrenzten Siedlungs- und Wirtschaftsraum im Sinne von Art. 29 Abs. 4 GG. Gegen diese Entscheidung legte Rothe als Vertrauensmann der Initiative am 2. November 2015 Beschwerde beim Bundesverfassungsgericht ein. Die Verfassungsbeschwerde wurde verworfen.